# برزوفکا (بارنائول، سرزمین آلتای)
برزوفکا (به لاتین: Berezovka) یک منطقهٔ مسکونی در روسیه است که در بارنائول واقع شده‌است.